# Orlando Marín (Fußballspieler)
Orlando Marín (* 23. September 1942 in Manizales; † 17. Mai 2014) war ein kolumbianischer Fußballspieler. Der Abwehrspieler spielte vier Mal in der kolumbianischen Nationalmannschaft.

## Karriere

### Verein
Orlando Marín begann seine Karriere 1960 bei Once Caldas und gilt bis heute als prägende Persönlichkeit beim Klub aus Manizales, zumal er nach seinen Stationen bei Independiente Santa Fe und Millonarios FC wieder zu Once Caldas zurückkehrte. Zum Karriereausklang spielte er beim ecuadorianischen Verein CSD Macará.

### Nationalmannschaft
Marín nahm er am Campeonato Sudamericano 1963 teil, bei dem er vier Partien bestritt und mit Kolumbien den letzten Platz des Turniers belegte.